# 賴士民廣場
賴士民廣場是加拿大安大略省多倫多的一座公共廣場，位於北約克市政中心旁，以時任北約克市長（後任多倫多市長）賴士民命名。廣場於1989年6月16日由賴士民市長偕同孫女與導演朱維遜共同揭幕。

廣場全年舉辦各種活動，平時則用作公共休憩空間。

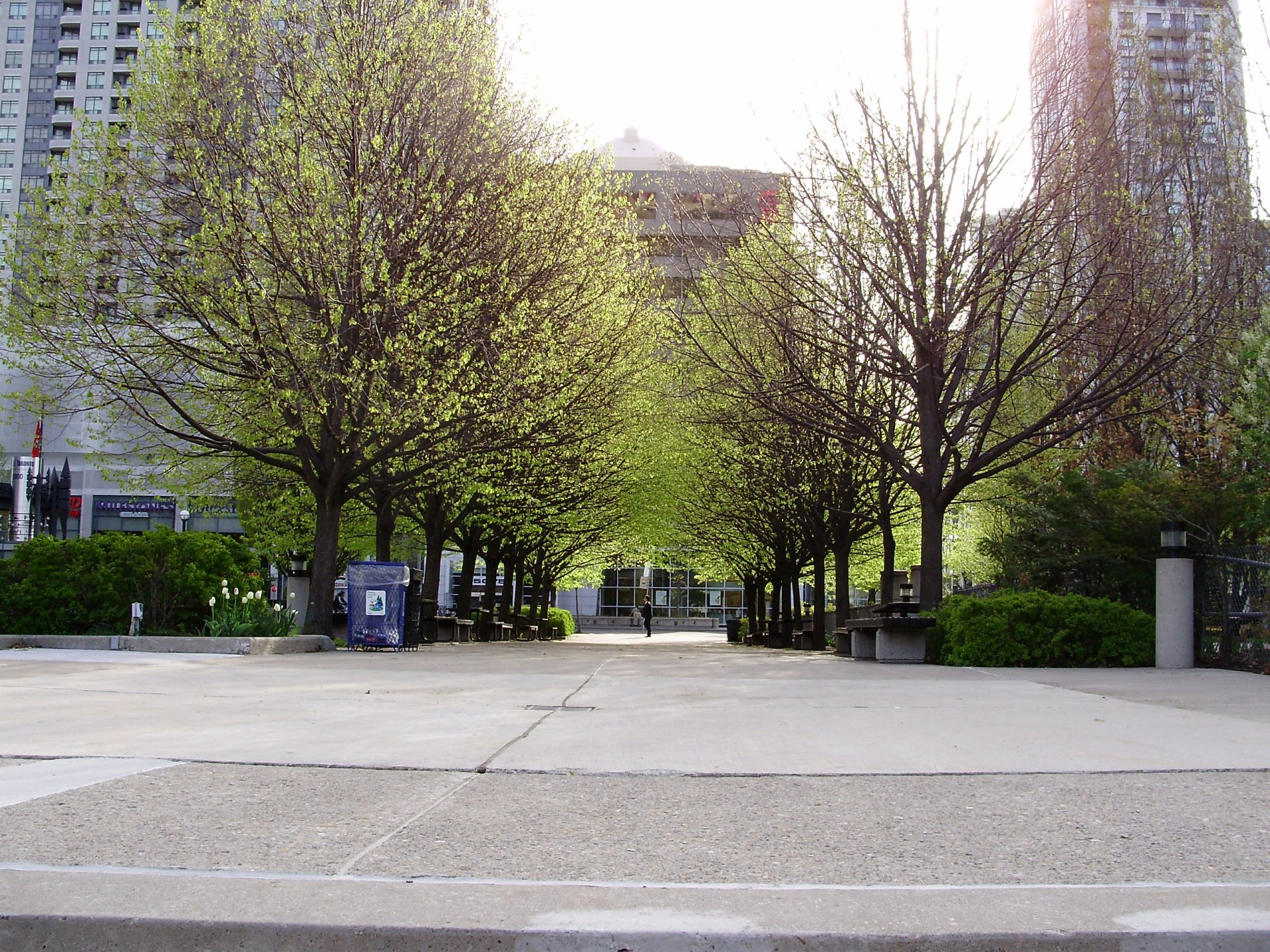
清晨於賴士民廣場綠樹成蔭的行人路東望央街
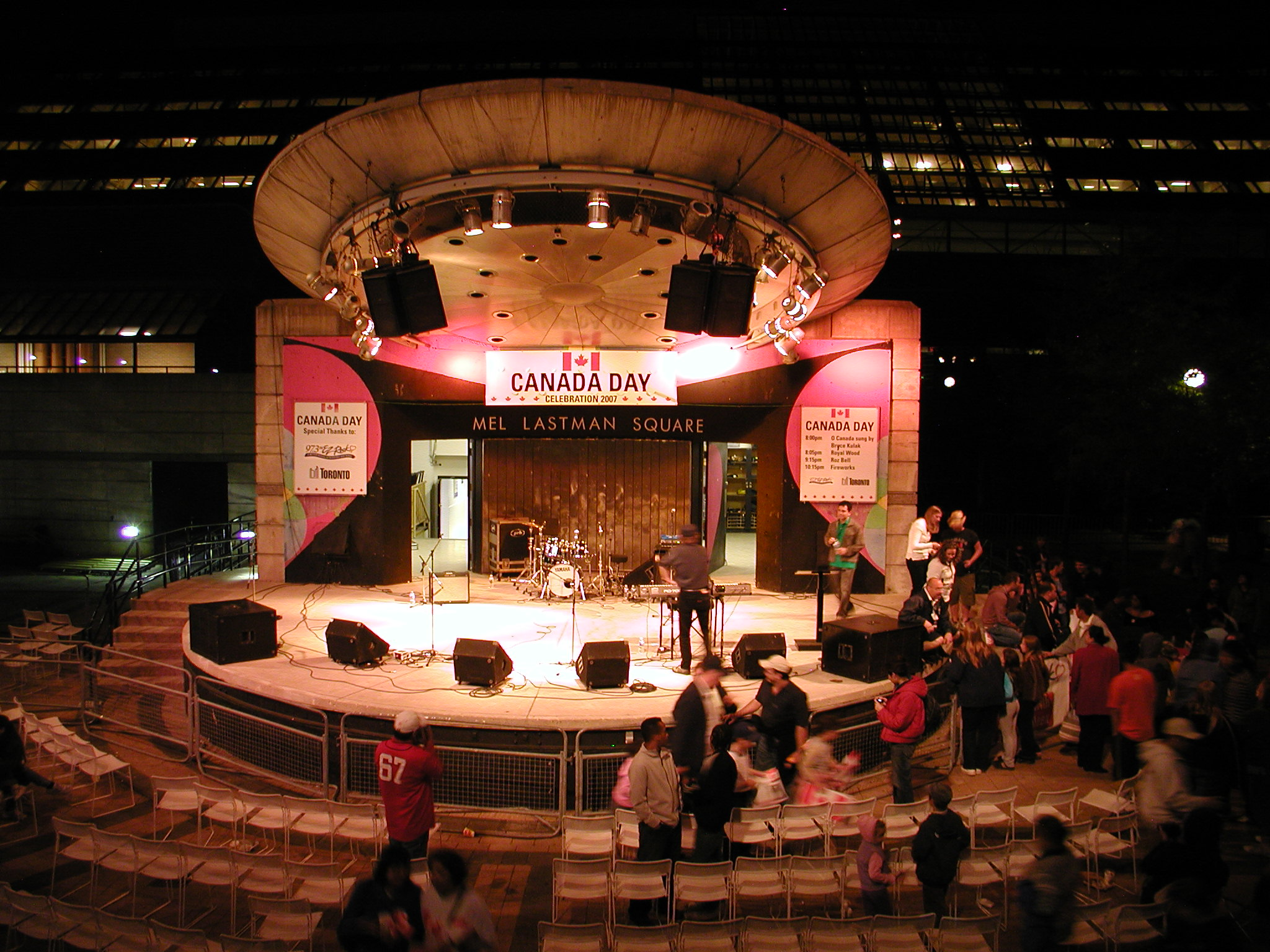
2007年加拿大日賴士民廣場露天劇場舞台表演

## 外部連結
- 维基共享资源上的相關多媒體資源：賴士民廣場
- Mel Lastman Square - Community Events （页面存档备份，存于）